# Gustav Albrecht av Sayn-Wittgenstein-Berleburg
Gustav Albrecht, 5:e furste av Sayn-Wittgenstein-Berleburg (Gustav Albrecht Alfred Franz Friedrich Otto Emil Ernst), född 28 februari 1907 och försvunnen under kriget 1944, officiellt förklarad död 29 november 1969) var överhuvud för det furstliga huset Sayn-Wittgenstein-Berleburg.
Han gifte sig med Margareta Fouché d'Otrante (född 28 mars 1909 och död 25 augusti 2005) den 26 januari 1934 i Björnlunda, Sverige. De fick fem barn:
- Richard av Sayn-Wittgenstein-Berleburg
- Madeleine Olga Dora Edle Benedicte av Sayn-Wittgenstein-Berleburg (född 22 april 1936) gift med Otto, greve av Solms-Laubach, de har barn.
- Robin Alexander Wolfgang Udo Eugen Wilhelm Gottfried av Sayn-Wittgenstein-Berleburg (född 29 januari 1938) gift med (och skild 1979) Birgitta af Klercker (1942–2007) med vilken han har barn; gift för andra gången med Marie-Christine Heftler-Louiche som han också har barn med.
- Tatiana Louise Ursula Therese Elsa av Sayn-Wittgenstein-Berleburg gift med Moritz av Hessen, de har barn.
- Pia Margarete av Sayn-Wittgenstein-Berleburg (född 8 december 1942)